# Anya Chalotra
Anya Chalotra, född den 21 juli 1996 i Wolverhampton i Storbritannien, är en brittisk skådespelare.
Chalotra har bland annat medverkat i TV-serierna Agatha Christie: ABC-Morden från 2018, Wanderlust samma år samt The Witcher 2019-2021.

## Filmografi (i urval)
- 2018: Agatha Christie: ABC-Morden
- 2018: Wanderlust
- 2019-2021: The Witcher